# Diocèse de Temuco
Le diocèse de Temuco (en latin : Dioecesis Temucensis ; en espagnol : Diócesis de Temuco) est un diocèse de l'Église catholique du Chili, suffragant de l'archidiocèse de Concepción.

## Territoire

Diocèse de Temuco

Le diocèse est situé dans la région de l'Araucanie. Il comprend toute la province de Malleco et sept communes de la province de Cautín : Temuco, Lautaro (à l'exception d'Ultracautín, qui appartient au diocèse de Villarrica), Galvarino, Perquenco, Nueva Imperial, Carahue et Cholchol.
Il possède un territoire d'une superficie de 17 474 km2 divisé en 37 paroisses. Le siège épiscopal est à Chillán avec la cathédrale Saint-Joseph.

## Histoire
La mission sui juris de Temuco est érigée en 1908, qui fait partie du territoire du diocèse de Concepción, et confiée au soin d'une juridiction ecclésiastique à caractère épiscopale, dépendante de l'évêque de Concepción.
Par la constitution apostolique Notabiliter aucto du 18 octobre 1925 de Pie XI, le diocèse de Temuco est érigé avec un territoire séparé de celui du diocèse de Concepción ; le même jour sont également créés les diocèses de Chillán (aujourd'hui diocèse de San Bartolomé de Chillán) et Linares.
Nommé suffragant de l'archidiocèse de Santiago du Chili lors de sa création, il intègre la province ecclésiastique de l'archidiocèse de Concepción le 20 mai 1939.
Le 20 juin 1959, il cède une portion de son territoire pour l'érection du diocèse de Santa María de Los Ángeles.

## Évêques
- Ricardo Sepúlveda Hermosilla (1908 - 1919) nommé évêque auxiliaire de Concepción
- Prudencio Contardo Ibarra, C.Ss.R (14 décembre 1925 - 15 décembre 1934)
- Alfredo Silva Santiago (23 février 1935 - 4 février 1939) nommé évêque de Concepción
- Augusto Salinas Fuenzalida, SS.CC (29 août 1939 - 9 février 1941) nommé évêque auxiliaire de Santiago
- Alejandro Menchaca Lira (9 août 1941 - 13 septembre 1960)
- Bernardino Piñera Carvallo (de) (10 décembre 1960 - 23 décembre 1977)
- Sergio Otoniel Contreras Navia (23 décembre 1977 - 21 septembre 2001)
- Manuel Camilo Vial Risopatrón (21 septembre 2001 - 14 mai 2013)
- Héctor Eduardo Vargas Bastidas, S.D.B (14 mai 2013 - 7 mai 2022)
- Jorge Enrique Concha Cayuqueo, O.F.M, depuis le 4 mars 2023